# Velelisni vratić
Velelisni vratić  (lat.Tanacetum macrophyllum) biljka je iz porodice Tanacetum roda Asteraceae.
Stabljika je uspravna, a u vršnome je dijelu razgranata, a prekrivaju je tanke dlake. Listovi su složeni i perasto razdijeljeni. Ima malene i bijele cvjetove skupljene u guste cvatove. Cvate od lipnja do srpnja.
Traži dobro humirano tlo te svijetla i polusjenovita mjesta.
Rabi se u hortikulturi te kao ljekovita biljka. U malim količinama može se upotrebljavati kao začin (mladi proljetni listovi). Kod nas raste po svijetlim šumama. Može se naći na Samarskim stijenama, brdima Like, Vekebitu, Medvednici.